# DNA-Polymerase II

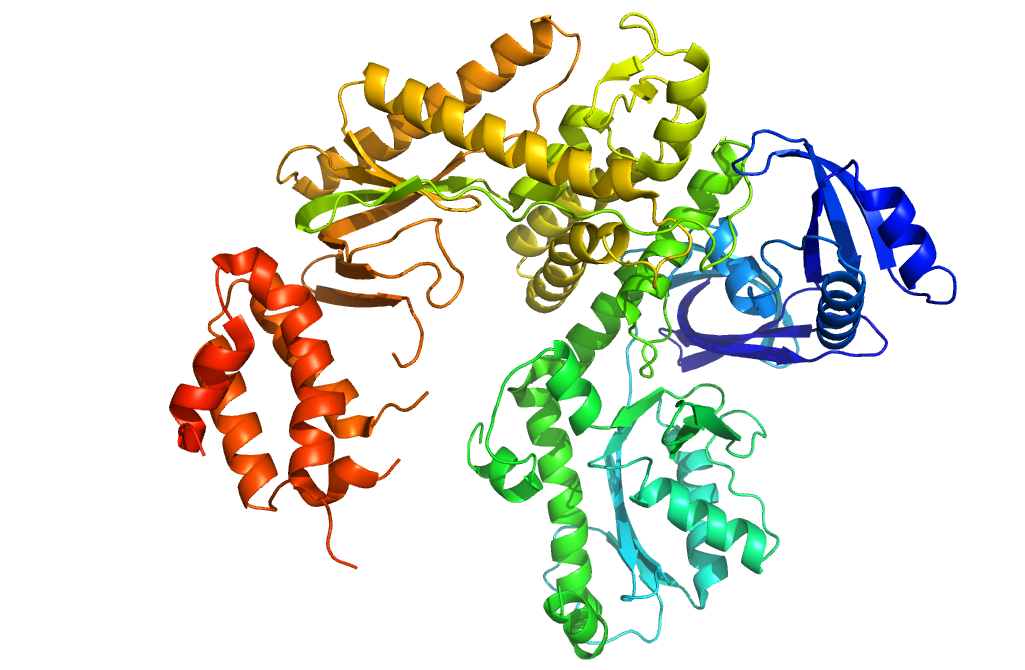
Proteinstruktur der DNA-Polymerase II aus Escherichia coli

Die DNA-Polymerase II  ist eine prokaryotische, DNA-abhängige DNA-Polymerase, die vom PolB-Gen kodiert wird.
Die DNA-Polymerase II ist ein 89,9-kDa-Protein und gehört zur B-Familie der DNA-Polymerasen. Sie wurde ursprünglich 1970 von Thomas Kornberg isoliert und in den folgenden Jahren charakterisiert. Die In-vivo-Funktionalität von der DNA-Polymerase II ist umstritten, aber es besteht Einigkeit darüber, dass sie in erster Linie als Reserveenzym an der prokaryotischen DNA-Replikation beteiligt ist. Das Enzym besitzt die Fähigkeit zur 5′→3′-DNA-Synthese sowie eine 3′→5′-Exonuklease-Korrekturleseaktivität. Sie interagiert mit mehreren Bindungspartnern, die sie mit der DNA-Polymerase III gemeinsam hat, um ihre Zuverlässigkeit und Prozessivität zu erhöhen.

## Funktion
Alle DNA-Polymerasen sind in irgendeiner Form an der DNA-Replikation beteiligt, indem sie Ketten von Nukleinsäuren synthetisieren. Die DNA-Replikation ist ein wichtiger Aspekt der Zellteilung. Ohne die Replikation ihrer DNA kann sich eine Zelle nicht teilen und ihre genetische Information an die Nachkommen weitergeben. In Prokaryoten wie E. coli ist die DNA-Polymerase III die wichtigste Polymerase, die an der DNA-Replikation beteiligt ist. Die DNA-Polymerase II ist zwar kein wichtiger Faktor bei der Chromosomenreplikation, hat aber andere Aufgaben zu erfüllen.
Die DNA-Polymerase II ist zwar nicht so schnell wie DNA-Polymerase III, hat aber einige Fähigkeiten, die es zu einem effektiven Enzym machen. Dieses Enzym hat eine 3′→5′-Exonuklease-Aktivität zusammen mit einer Primase-Aktivität. Des Weiteren ist sie ein hoch zuverlässiges Enzym mit einer Substitutionsfehlerrate von weniger als 2×10−6 und einer -1 Frameshift-Fehlerrate von weniger als 1×10−6. Sie kann die von der DNA-Polymerase III verursachten Fehlpaarungen lesen und verarbeiten. Banach-Orlowska et al. haben gezeigt, dass sie zwar an der Replikation beteiligt ist, jedoch strangabhängig ist und bevorzugt den gegenläufigen Strang repliziert. Ein vorgeschlagener Mechanismus besagt, dass, wenn die DNA-Polymerase III blockiert oder nicht mehr funktioniert, die DNA-Polymerase II spezifisch zum Replikationspunkt geholt werden kann und die Replikation anstelle der DNA-Polymerase III fortsetzt.
Die DNA kann auf viele verschiedene Arten geschädigt werden, von UV-Schäden bis hin zur Oxidation, und so ist es logisch, dass es verschiedene Arten von Polymerasen gibt, um diese Schäden zu beheben. Eine wichtige Rolle, die DNA-Polymerase II spielt, ist die Reparatur von Querverbindungen zwischen den Strängen. Quervernetzungen zwischen den Strängen werden durch Chemikalien wie Stickstoffloste und Psoralen verursacht, die zytotoxische Läsionen erzeugen. Die Reparatur dieser Läsionen ist schwierig, da beide DNA-Stränge durch den chemischen Wirkstoff geschädigt wurden und somit die genetische Information auf beiden Strängen falsch ist. Der genaue Mechanismus, wie diese Querverbindungen zwischen den Strängen repariert werden, wird noch erforscht, aber es ist bekannt, dass die DNA-Polymerase II in hohem Maße daran beteiligt ist.